# Markús Skeggjason
Markús Skeggjason (1040 – 1107) fue un escaldo y lagman de Reikiavik, Gullbringu en Islandia. Su genealogía aparece en Landnámabók (libro de los asentamientos) (Sturlubók 355 / Hauksbók 313). Era hijo de Skeggi Björnsson de Reikiavik.
Según Skáldatal era poeta al servicio de la corte de los reyes de Dinamarca, Eiríkr Sveinsson y Knútr Sveinsson el Santo e Inge I de Suecia.
Es el autor de Eiríksdrápa, de las cuales treinta y dos estrofas o semi estrofas se han conservado, principalmente en la saga Knýtlinga. El poema se centra en episodios de la vida del rey y su relación religiosa: peregrinación a Roma y la Tierra Santa, así como su relación con la Diócesis de Lund.
Dos citas, una en Skáldskaparmál de Snorri Sturluson y otra en el Tercer tratado gramatical formaron parte de un poema para ensalzar a Jesús de Nazaret (Kristsdrápa). El contexto del resto de fragmentos se desconoce.
También fue autor de un Knútsdrápa, y también de varios lausavísur.
Markús se convierte en lögsögumaðr en 1084 por intervención de Gissur Ísleifsson, que le ayudaría a instituir el diezmo en Islandia. Ocuparía el cargo hasta su muerte. 
En Hungurvaka aparece un escrito sobre su figura : «Era un hombre sabio y un gran poeta».